# 永不满足号

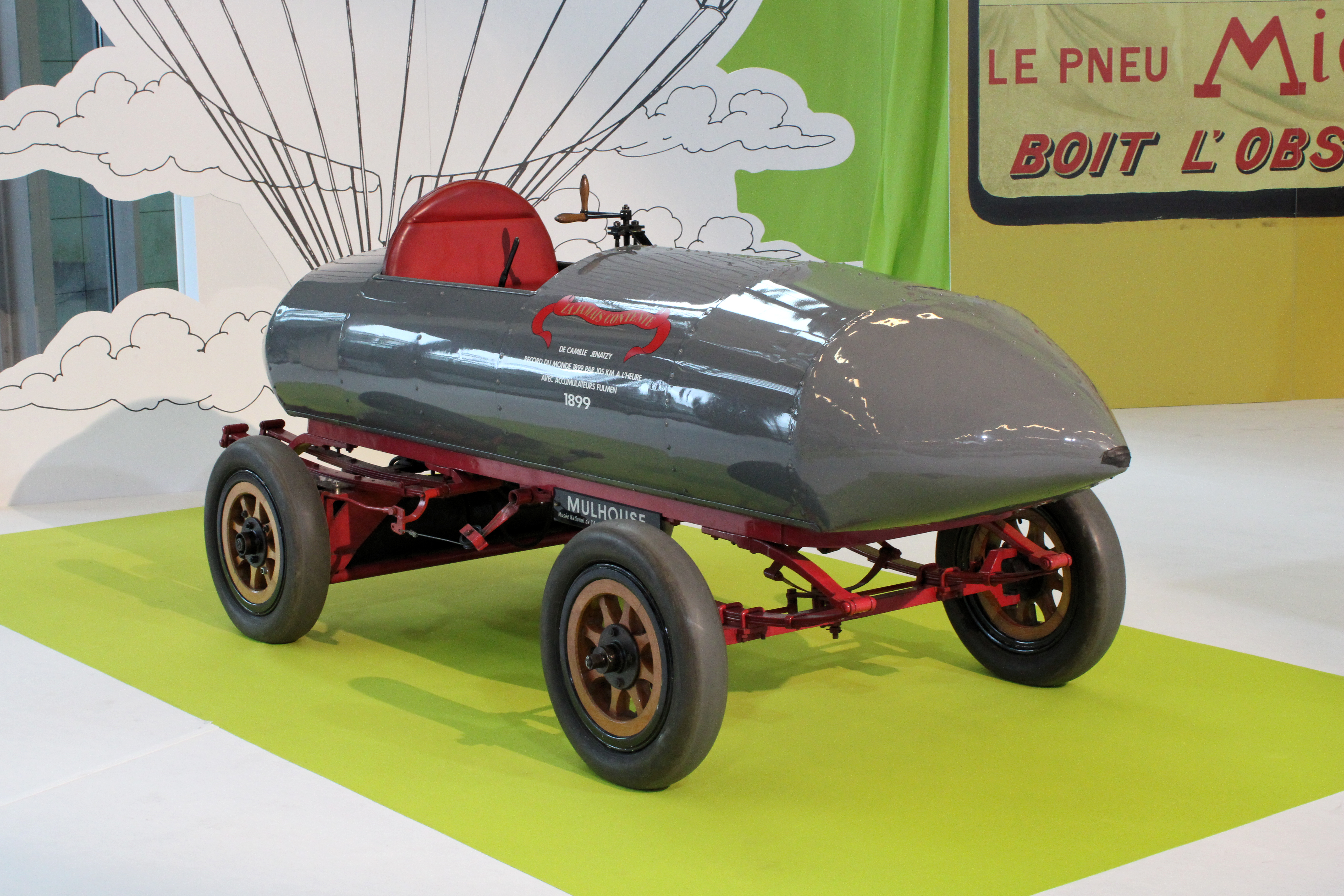
于2018年巴黎车展上展出的永不满足号

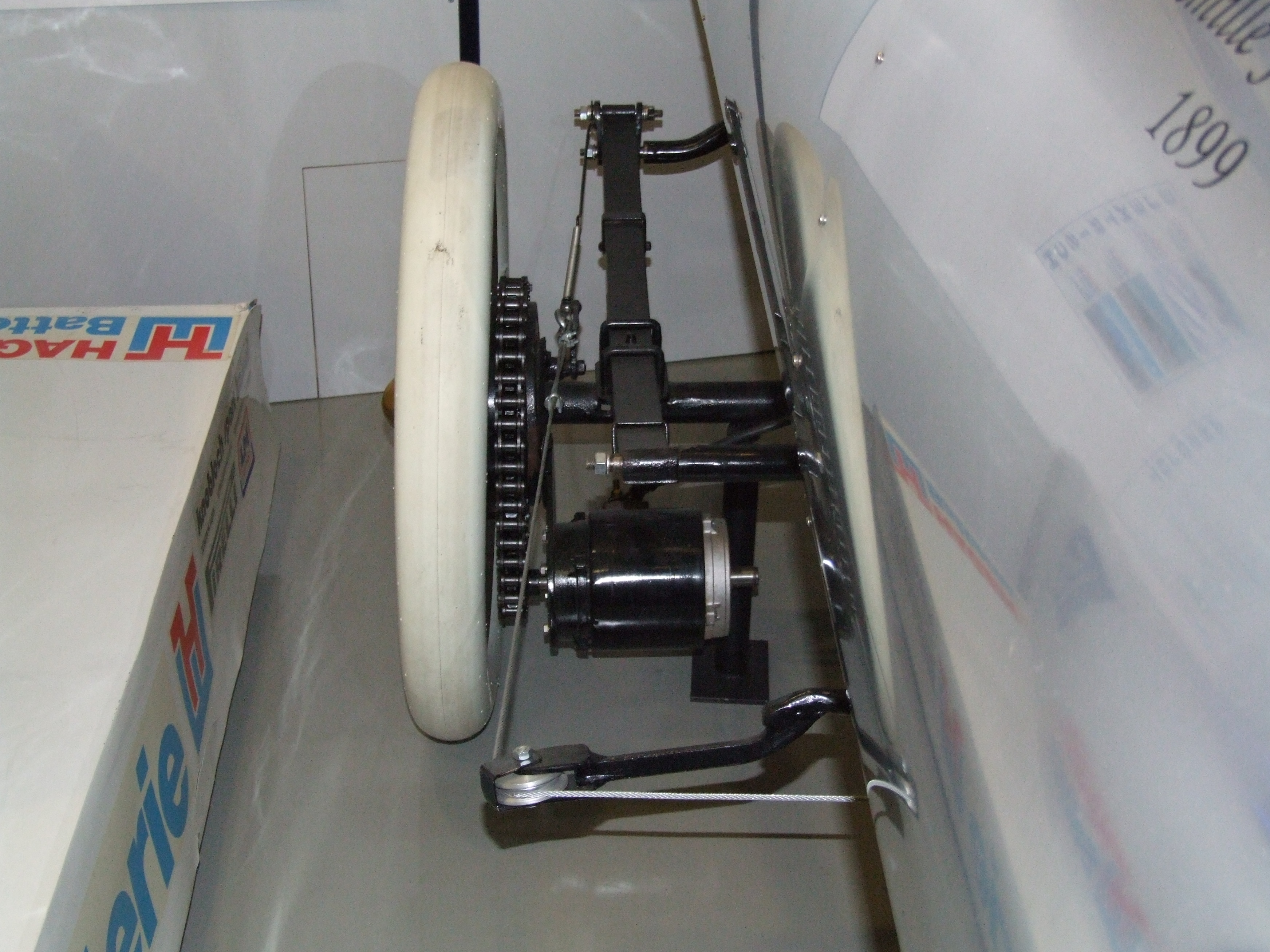
永不满足号局部：后轮， Autovision 博物馆的复制品， 德国旧卢斯海姆

永不满足号 (法語：La Jamais Contente; 法語發音：[la ʒamɛ kɔ̃tɑ̃t]）是第一辆速度达到100每小時（62英里每小時） 的地面载具。它是一台比利时制造的电动汽车，使用电池供电。流线型的车身使用轻合金打造， 但车手座位较高，且底部车架暴露在外，这在很大程度上削弱了车辆的空气动力学性能。
该车于1899年4月29日（一说5月1日）在法国巴黎附近伊夫林省的阿谢尔创下陆地速度纪录。车上装有两台 Postel-Vinay 25 kW电机，通过链条驱动后轴，每台电机各自以 200 V 电流和 124 A 电压运行， 两台电机总共可输出约 68 马力。车架编号为25号，车辆配备米其林轮胎。

## 车手
该车由比利时车手卡米尔·杰纳齐 (Camille Jenatzy)驾驶创下速度纪录。卡米尔的父亲康斯坦特·杰纳齐 (Constant Jenatzy) 是一名橡胶制品生产商（橡胶在当时还是一种新奇事物）。卡米尔学习过工程学，也对电力驱动汽车很感兴趣。他打破速度纪录后声名大噪，还因为长着红胡须获得了  （“红魔”）的外号。 1913 年，他在一次狩猎事故中遭意外枪击后去世。

## 动机
杰纳齐希望在当时方兴未艾的巴黎电动客车市场占据一席之地，于是开了一家制造厂，大量生产电动客车和卡车。他与客车制造商 Jeantaud 在宣传作秀上展开激烈竞争，看谁能制造出速度最快的客车。为了确保公司的成功，杰纳齐以客车制造商罗斯柴尔德（Rothschild）的构想为基础，用 partinium （一种铝、钨和镁的层压合金）建造了一个子弹头外观的原型。

## 速度纪录
杰纳齐的速度达到了105.882每小時（65.792英里每小時），打破了之前的纪录，该纪录之前由驾驶 Jeantaud 所产汽车的 Gaston de Chasseloup-Laubat 伯爵保持，他于1899 年 3 月 4 日创下92.78每小時（57.65英里每小時）的速度纪录 。在永不满足号之后的一个世纪里，以汽油为燃料的内燃机逐渐取代了电动机成为赛车的主要动力源。
永不满足号现陈列在贡比涅的国家汽车和旅游博物馆。 